# Huta Julu (Pakantan)
Huta Julu is een bestuurslaag in het regentschap Mandailing Natal van de provincie Noord-Sumatra, Indonesië. Huta Julu telt 67 inwoners (volkstelling 2010).